# Micanda
Micanda é uma vila e comuna angolana que se localiza na província de Malanje, pertencente ao município de Caombo.